# Le Tâtre
Le Tâtre är en kommun i departementet Charente i regionen Nouvelle-Aquitaine i västra Frankrike. Kommunen ligger  i kantonen Baignes-Sainte-Radegonde som ligger i arrondissementet Cognac. År 2022 hade Le Tâtre 427 invånare.

## Befolkningsutveckling
Antalet invånare i kommunen Le Tâtre
Referens:INSEE